# Somena moorei
Somena moorei är en fjärilsart som beskrevs av Pieter Cornelius Tobias Snellen 1879. Somena moorei ingår i släktet Somena och familjen tofsspinnare. Inga underarter finns listade i Catalogue of Life.